# Rudolf von Arx
Rudolf von Arx (* 27. August 1851 oder 27. August 1850 in Erschwil; † 22. April 1938 in Solothurn), heimatberechtigt in Walterswil und ab 1895 auch in Solothurn, war ein Schweizer Lehrer, Jurist und Politiker (FDP).

## Leben

### Familie
Rudolf von Arx entstammte dem Geschlecht von Arx und war das zweite Kind des Lehrers und Landwirts Urs Viktor Arx (* 18. August 1827 in Walterswil; † 15. Mai 1884 ebenda) und dessen Ehefrau Maria Barbara, der Tochter von Josef Rippstein aus Welschenrohr; er hatte elf Geschwister.
Seit 1880 war er mit Marie (geb. Winistörfer) aus Balsthal verheiratet; die Ehe blieb kinderlos.

### Werdegang
Nach dem Besuch des das 1857 gegründeten Lehrerseminars Solothurn erwarb Rudolf von Arx 1870 das Lehrerpatent und war als Lehrer in Zuchwil tätig.
1872 wurde er Sekretär bei Landammann Wilhelm Vigier im Solothurner Erziehungsdepartement, bevor er 1874 Substitut des Obergerichtsschreibers wurde.
Nach einem Selbststudium erwarb er 1875 das Patent als Gerichtsschreiber und 1879 als Notar. Er unterhielt ein Notariats- und Anwaltsbüro in Balsthal und Dornach.

### Politisches und gesellschaftliches Wirken
Von 1885 bis 1886 war Rudolf von Arx freisinniger Solothurner Kantonsrat und leitete darauf von 1886 bis 1908, als Nachfolger von Urs Viktor Heutschi, als Regierungsrat die Departements Finanzen und Militär; im ersten Jahr seiner Regierungstätigkeit leitete er auch das Polizei- und Armendepartement. In seiner Amtszeit und mit seiner Mitwirkung erfolgten 1895 die Verfassungsrevision mit Einführung der direkten Staatssteuer und der Proporzwahl, 1899/1901 die Schaffung des Brandversicherungs- und 1904 des Beamtenbesoldungsgesetzes sowie 1907 der Bau des neuen Zeughauses.
1894 erfolgte seine Wahl zum Landammann, 1906 zum Vize-Landammann und 1908 erneut zum Landammann.
Nach dem Rücktritt aus der Regierung war er von 1909 bis 1923 Vizedirektor der Solothurner Kantonalbank und arbeitete 1922 am Bankgesetz mit.
1887 organisierte er den Landsturm und war 1894 Oberstleutnant der Infanterie und Platzkommandant von Solothurn.

## Mitgliedschaften
Rudolf von Arx war von 1886 bis 1906 Präsident des Kantonalschützenvereins und von 1893 bis 1911 Mitglied des Zentralvorstandes des schweizerischen Schützenvereins (heute Schweizer Schiesssportverband).
Er war seit 1888 Mitglied der Naturforschenden Gesellschaft des Kantons Solothurn.